# Gillbergasjön
Gillbergasjön este o arie protejată (arie de protecție specială avifaunistică — SPA) din Suedia întinsă pe o suprafață de 239,5 ha, integral pe uscat.

## Localizare
Centrul sitului Gillbergasjön este situat la coordonatele 59°18′29″N 12°47′00″E / 59.3081°N 12.7834°E.

## Înființare
Situl Gillbergasjön a fost declarat arie de protecție specială avifaunistică în martie 1996 pentru a proteja 8 specii de animale.

## Biodiversitate
Situată în ecoregiunea boreală, aria protejată nu include niciun habitat protejat.
La baza desemnării sitului se află mai multe specii protejate de  păsări (8): rață pitică (Anas crecca), rață mare (Anas platyrhynchos), buhai de baltă (Botaurus stellaris), erete de stuf (Circus aeruginosus), lebădă de iarnă (Cygnus cygnus), vultur pescar (Pandion haliaetus), cresteț pestriț (Porzana porzana), fluierar de mlaștină (Tringa glareola).